# Miguel Eguiluz Anchía
Miguel Eguiluz Anchía. Pintor español nacido en Amorebieta (Vizcaya) en el año 1934 de estilo realista. Fue alumno del pintor José Manaut Viglietti (1898-1971), discípulo de Sorolla.